# Religion au Togo
- Christianisme (47 %)
- Islam (18 %)
- Autres religions (33 %)

La religion au Togo est principalement partagée entre le christianisme, l’islam et les rites traditionnels.
La religion dominante est le christianisme avec près de 47,8 % de fidèles parmi la population togolaise. Les cultes traditionnels représentent 33 % des habitants du Togo tandis que l’islam compte 18,3 % de convertis dans le pays. Le taux d’athéisme est extrêmement faible, avec seulement 0,2 % de la population. L’évolution du taux de chrétiens dans le pays est positive et devrait atteindre les 50 % vers 2050, aux dépens des cultes traditionnels. 

## Histoire

### Loi togolaise
Le Togo est un État laïque ; toutes les confessions sont tolérées. Les deux religions officielles sont le christianisme et l’islam. Le pays offre une grande liberté de culte. Cette liberté est garantie par la Constitution togolaise qui stipule toutefois que chaque groupe religieux doit être déclaré auprès de l’État pour pouvoir pratiquer son culte librement. Il doit fournir ses statuts, une déclaration de doctrine, des règlements, les noms et adresses des membres du conseil, les titres religieux des dirigeants, une carte des installations religieuses et une description de ses finances. Il doit également payer des frais d'enregistrement de 150 000 francs CFA. Les rassemblements et manifestations dans l’espace public sont autorisés tant qu’ils sont déclarés en amont et qu’ils ont reçu l'aval du gouvernement.[réf. nécessaire]

### Christianisme
Le christianisme arrive au Togo grâce aux missionnaires européens. Au début du XXe siècle, moins d’un pourcent de la population est convertie au christianisme. Les premiers missionnaires allemands sont actifs dans le pays entre 1892 et 1918 avant d’être chassés par les Français, qui imposent une évangélisation catholique, en opposition au culte protestant enseigné par les Allemands. Depuis leur arrivée, les missionnaires se sont efforcés à forger une élite togolaise instruite, par la fondation d’écoles et d’universités. L’évangélisation passait par l’alphabétisation et la transmission des valeurs chrétiennes. Il est important de noter que la colonisation et l’évangélisation du territoire fut effectuée en même temps, mais par des personnes différentes, ayant des objectifs différents. Les missionnaires de la société du Verbe Divin au Togo ont fait le choix d’évangéliser les contrées encore inoccupées par les protestants et musulmans pour éviter tout conflit.
En 1962, deux ans après son indépendance, le Togo obtient son premier évêque. Dès lors, l’historien et jésuite Jean-Paul Savi nomme cette période « l’Église togolaise » car il considère qu’à partir de cette période, les Togolais ont pris en main l’Église de leur pays.
Parmi la communauté chrétienne togolaise, plus de la moitié est catholique et environ un cinquième est protestante. On retrouve dans le pays des Mormons, Luthériens et Méthodistes notamment. Il existe également une implantation de l’église de Jésus-Christ des Saints des Derniers Jours, regroupant environ 6 500 fidèles en 2022.

### Religions traditionnelles
En 2021, environ un tiers de la population pratiquait une religion animiste. Parmi les Chrétiens et Musulmans, certains pratiquent une forme de culte rassemblant le rite traditionnel et des croyances vaudous. En effet, les Togolais restent très attachés aux pratiques animistes et à leurs coutumes ancestrales.
Parmi ces religions, on peut citer les plus importantes : la religion yoruba, dont leur fameuse cérémonie, le Gèlèdé, est caractérisée par l’expression des sentiments par la musique et les chants, et le fétichisme, qui est l’adoration de fétiches censés guérir les maux causés par la sorcellerie[réf. nécessaire].

### Islam
L’islam est introduite au Togo par des groupes berbères qui ont bâtit des mosquées et convertis des populations, de sorte qu’en 1900, 4% de la population est musulmane. Au XVIIe siècle, les Tchokossi, un peuple musulman, s’installent dans la région de Mango et se répandent peu à peu vers le nord. La tutelle allemande, puis française, est considérée comme très favorable au développement de l’islam dans le pays. Les colons ayant signé des accords avec les berbères musulmans de la région pour qu’ils leur fournissent de l’or, des armes et des mercenaires. La première mosquée au Togo est bâtie au milieu du XIXe siècle dans le village de Didawurê. 
Le Togo est un pays membre de l'Organisation de la coopération islamique depuis 1997.

### Autres religions

#### Hindouisme
Selon une estimation datée de 2022, environ 80 000 Togolais seraient hindouistes. Cette religion fut exportée au Togo par le biais du Monastère hindou d'Afrique (en) basé à Accra au Ghana.

#### Bahaïsme
En 2020, il existait environ 40 000 adeptes du bahaïsme au Togo.

#### Sectes
Les sectes se développent énormément au Togo à partir des années 1990 avec la crise socio-économique que traverse le pays. Plus de deux mille sont recensées à Lomé et cachent pour certaines des réseaux de prostitution, d’esclavagisme moderne et de détournement de fonds.

### Relations entre l’État et les religions
Selon l’universitaire togolais Kodjo Koudjodji Eloh : « Les relations entre la religion et le pouvoir politique au Togo sont à la fois cordiales et conflictuelles. » C'est-à-dire que tantôt les religions collaborent avec le gouvernement, tantôt elles rentrent en conflit avec lui. Dans les années 1960, après les évènements tumultueux de l’assassinat de Sylvanus Olympio, l’Église a aidé le nouveau gouvernement à écrire une nouvelle constitution et a conservé le calme dans le pays. Démontrant ainsi une active collaboration entre l’État et une religion. Mais dès la décennie suivante, l’entente s’est refroidie entre les deux institutions, notamment à cause du régime autoritaire de Gnassingbé Eyadéma. Ce dernier ayant interdit certains prénoms chrétiens, jugés trop éloignés des traditions togolaises.
Depuis 2019, pour lutter face à « l’implantation anarchique de lieux de culte », le gouvernement ferme plusieurs dizaines d’églises et mosquées non-reconnues par l’État, dites « clandestines ». Dans la ligne de mire du gouvernement, les nuisances sonores causées par ces lieux fortement fréquentés.
En 2021, lors de la pandémie de Covid-19, l’État décide de fermer tous les lieux de culte pour ralentir la transmission du virus. La Conférence des évêques du Togo a dénoncé ce choix en accusant le gouvernement de ne pas consulter l’avis des autorités religieuses,.

### Relations inter-religieuses
Les relations entre chrétiens et musulmans demeurent pacifiques ; chaque fidèle respecte la confession de l’autre dans une certaine harmonie. Le Togo ne connaît pas d’attentats religieux sur son sol depuis sa création, ce qui en fait un des rares pays d’Afrique de l’Ouest dans ce cas[réf. nécessaire].

## Fêtes religieuses

### Fériées
| Date         | Nom        | Religion      | Origine                              |
| ------------ | ---------- | ------------- | ------------------------------------ |
| 15 août      | Assomption | Catholicisme  | Élévation au ciel de la Vierge Marie |
| 1er novembre | Toussaint  | Catholicisme  | Célébration de tous les saints       |
| 25 décembre  | Noël       | Christianisme | Naissance de Jésus-Christ            |

## Démographie
Les musulmans se concentrent au nord du pays tandis que les communautés chrétiennes se situent plus au sud. Au niveau ethnique, les Mina, les Akpossos et les Akébou sont majoritairement catholiques, la conversion au christianisme a été très forte chez ces peuples. Au contraire, les Haoussas, les Kotokolis et les Peuls sont à majorité musulmane.